# Qualea glaziovii
Qualea glaziovii är en tvåhjärtbladig växtart som beskrevs av Johannes Eugen ius Bülow Warming. Qualea glaziovii ingår i släktet Qualea och familjen Vochysiaceae. Inga underarter finns listade i Catalogue of Life.